# 金英權
- 金英權
- 金英権

金 英權（キム・ヨングォン、김영권、英: KIM Young Gwon、1990年2月27日 - ）は、韓国・全羅北道全州市出身のプロサッカー選手。Kリーグ1・蔚山HD FC所属。韓国代表。ポジションはDF。

## 経歴

### プロ入り前
13歳でサッカーを始め、通学先の全州海星中学校のサッカー部でプレーした。全州工業高等学校では生活苦からサッカーを断念しかけたが、2008年に入学した全州大学校では大学1年次にサッカー部での活動と並行する形でフットサルを始めると、狭いスペースでの素早い判断と正確なボールタッチを必要とされることで技術を高め、韓国にて全国大会への出場を経験した他、フットサルリーグで2009年度の得点王となった。リーグ戦終了の2ヶ月後にフットサル韓国代表に選出され、同年10-11月にベトナム国内で開催されたアジアインドアゲームズに出場した。後にインタビューにて、「フットサルで習得した技がサッカーで生かすことができるんじゃないかと思って」続けてきたと語っている。
2年次在学中の2009年、セルビア・ベオグラードにて開催された第25回ユニバーシアード競技大会の韓国代表に招集され出場。また、U-20韓国代表にも選ばれ2009 FIFA U-20ワールドカップに出場、チームの主力としてベスト8進出に貢献した。このU-20W杯でのプレーがFC東京の目に留まり、同年11月から訪日し練習に参加、翌2010年シーズンからの正式入団が決定した。

### FC東京
FC東京での登録名はキム ヨングンとなった。
Jリーグ第3節C大阪戦でJリーグ初出場。左SBやCBで起用され、2010年6月6日のナビスコカップ第6節京都戦では直接フリーキックによるゴールを挙げた。同年7月には自身にとって初のフル代表入りを果たし、対ナイジェリア戦で3バックの左CBとして先発出場。若くしての活躍に「李正秀、趙容亨、郭泰輝の長所を併せ持つ選手が育っている」とも評された。11月、U-21韓国代表として広州アジア大会に出場。趙広来韓国A代表監督は、2014 FIFAワールドカップを見据えて金や洪正好を育てると公言しており、12月にはAFCアジアカップ2011予備登録メンバーに選出されるも、天皇杯準々決勝参加のために直前合宿を途中離脱したことや 守備陣に経験を求めたことから本登録はされなかった。

### 大宮アルディージャ
2011年にJ1の大宮アルディージャへ完全移籍。J1でもトップクラスと評されたフィード を武器に活躍。大宮ではプレースキッカーも務めた。韓国代表では、AFCアジアカップ2011を最後に李榮杓が引退して以降、李の後継として 左SBでも起用された。6月3日のセルビアとの親善試合では、代表初得点を挙げMOMに選出された。
2012年6月、ロンドンオリンピックに臨むU-23韓国代表に選出された。

### 広州恒大/広州恒大淘宝
Jリーグでのプレーぶりをマルチェロ・リッピから評価され、2012年7月、リッピが監督を務める中国超級リーグ・広州恒大足球倶楽部へ完全移籍。チーム合流前に臨んだオリンピックでは、CBで金とパートナーを組む候補として挙げられていた洪正好、張賢秀の2人が負傷によりメンバーから外れたことで、ディフェンスリーダーとして重責を担うことになったが、打点の高いヘディングと正確なロングパスで守備陣をリード。銅メダル獲得に貢献した。
広州では趙源熙（韓国籍）に代わってAFCチャンピオンズリーグ（ACL）決勝トーナメントのメンバーに登録され、アル・イテハド戦でACL初出場を記録するも大敗を喫した。主力の一人として国内リーグでの3冠を達成。
2013年4月、長春亜泰戦において黄博文のフリーキックにヘディングで合わせ、中国リーグでの初得点を記録。リーグ戦と平行開催のACLでは全試合に出場し、馮瀟霆と共に 冷静な守備で 優勝に貢献した。A代表では、世代別代表でも金を指導した洪明甫（同年6月監督就任）の下で、再び洪正好と共にCBの主力としてプレーを続け、2014 FIFAワールドカップでもグループリーグ（GL）3試合に出場。しかし右膝負傷の影響から低調でGL最下位に終わった。
さらに翌2015年のAFCアジアカップを終えた頃には背中を痛めたため、同年5月には一時帰国し治療に専念。回復後はレギュラーに復帰し、同年8月に2019年6月末までの長期契約を締結。同年末にはA代表で主将を務めた実績 と堅守、AFCチャンピオンズリーグの優勝により、趙昭賢と共に大韓サッカー協会から年間最優秀選手に選出された。
2016年は左SBでも高評価を得ていたが、9月の上海上港戦で相手FWフッキと接触し、左腓骨を骨折。長期離脱を強いられた。
2017年9月、韓国代表のキャプテンに就任し、2018年ワールドカップ・アジア最終予選ではキャプテンとして、韓国代表をまとめた。
2018年、2018 FIFAワールドカップに2大会連続で選出され、グループステージ3試合にフル出場し、ドイツ戦ではVARの判定により先制点を記録した。

### ガンバ大阪
2019年1月、ガンバ大阪に完全移籍で加入した。4月28日、J1第9節ベガルタ仙台戦で移籍後初得点およびJリーグ初得点を決めるも、チームは1-2で敗れた。ちなみに、この得点はガンバ大阪における平成最後の公式戦得点となった。
2021年12月3日、契約満了による退団が発表された。

### 蔚山現代FC/蔚山HD FC
2021年12月19日、蔚山現代FCに完全移籍することが発表された。2022年11月、2022 FIFAワールドカップに3大会連続で選出され、12月2日に行われたGL最終戦のポルトガル戦では前半にCKから同点ゴールを決めて、決勝トーナメント進出に貢献。チームが戦った全4試合にフル出場し、チームのベスト16入りに貢献。

## エピソード
- 2008年のミス・チャイニーズ・インターナショナル・ペイジェントの報道で艾尚真を知って以来、彼女のファンである[24]。
- 金と洪正好は世代別代表で常にCBのパートナーとなり親友でもあったため[33][34]、オリンピックでの銅メダルは洪に捧げたいとコメントを残している[43]。
- 2014年12月に結婚[44][34]。
- 2022年12月、カタールワールドカップのポルトガル戦で、クリスティアーノ・ロナウドについて、「ずっと汚い言葉で叫んでいた」と悪態をついていた事実を明かしている[45][46][47]。また、このC.ロナウドの言動にインスタグラムで「泥棒」「引退しろ」の投稿が寄せられ炎上した[48]。

## 所属クラブ
- 全州助村初等学校（朝鮮語版）[49]
- 2002年 - 2004年 全州海星中学校（朝鮮語版）[3][50]
- 2005年 - 2007年 全州工業高校（朝鮮語版）[3][50]
- 2008年 - 2009年 全州大学校
- 2010年 FC東京
- 2011年 - 2012年7月 大宮アルディージャ
- 2012年7月 - 2018年 広州恒大足球倶楽部/広州恒大淘宝足球倶楽部
- 2019年 - 2021年 ガンバ大阪
- 2022年 - 蔚山現代FC/蔚山HD FC

## 個人成績
| 国内大会個人成績 | 国内大会個人成績       | 国内大会個人成績 | 国内大会個人成績 | 国内大会個人成績 | 国内大会個人成績 | 国内大会個人成績 | 国内大会個人成績 | 国内大会個人成績 | 国内大会個人成績 | 国内大会個人成績 | 国内大会個人成績 |
| 年度             | クラブ                 | 背番号           | リーグ           | リーグ戦         | リーグ戦         | リーグ杯         | リーグ杯         | オープン杯       | オープン杯       | 期間通算         | 期間通算         |
| 年度             | クラブ                 | 背番号           | リーグ           | 出場             | 得点             | 出場             | 得点             | 出場             | 得点             | 出場             | 得点             |
| 日本             | 日本                   | 日本             | 日本             | リーグ戦         | リーグ戦         | リーグ杯         | リーグ杯         | 天皇杯           | 天皇杯           | 期間通算         | 期間通算         |
| ---------------- | ---------------------- | ---------------- | ---------------- | ---------------- | ---------------- | ---------------- | ---------------- | ---------------- | ---------------- | ---------------- | ---------------- |
| 2010             | FC東京                 | 17               | J1               | 23               | 0                | 6                | 1                | 2                | 0                | 31               | 1                |
| 2011             | 大宮                   | 20               | J1               | 27               | 0                | 2                | 1                | 0                | 0                | 29               | 1                |
| 2012             | 大宮                   | 20               | J1               | 13               | 0                | 3                | 1                | -                | -                | 16               | 1                |
| 中国             | 中国                   | 中国             | 中国             | リーグ戦         | リーグ戦         | リーグ杯         | リーグ杯         | FA杯             | FA杯             | 期間通算         | 期間通算         |
| 2012             | 広州恒大/ 広州恒大淘宝 | 28               | 超級             | 7                | 0                | -                | -                | 4                | 0                | 11               | 0                |
| 2013             | 広州恒大/ 広州恒大淘宝 | 28               | 超級             | 26               | 2                | -                | -                | 4                | 0                | 30               | 2                |
| 2014             | 広州恒大/ 広州恒大淘宝 | 28               | 超級             | 16               | 1                | -                | -                | 0                | 0                | 16               | 1                |
| 2015             | 広州恒大/ 広州恒大淘宝 | 28               | 超級             | 18               | 0                | -                | -                | 0                | 0                | 18               | 0                |
| 2016             | 広州恒大/ 広州恒大淘宝 | 28               | 超級             | 15               | 0                | -                | -                | 0                | 0                | 15               | 0                |
| 2017             | 広州恒大/ 広州恒大淘宝 | 28               | 超級             | 4                | 0                | -                | -                | 5                | 0                | 9                | 0                |
| 2018             | 広州恒大/ 広州恒大淘宝 | 28               | 超級             | 5                | 0                | -                | -                | 0                | 0                | 5                | 0                |
| 日本             | 日本                   | 日本             | 日本             | リーグ戦         | リーグ戦         | リーグ杯         | リーグ杯         | 天皇杯           | 天皇杯           | 期間通算         | 期間通算         |
| 2019             | G大阪                  | 19               | J1               | 32               | 1                | 3                | 0                | 1                | 0                | 36               | 1                |
| 2020             | G大阪                  | 19               | J1               | 28               | 0                | 1                | 0                | 2                | 0                | 31               | 0                |
| 2021             | G大阪                  | 19               | J1               | 16               | 0                | 0                | 0                | 0                | 0                | 16               | 0                |
| 通算             | 日本                   | 日本             | J1               | 139              | 1                | 15               | 3                | 5                | 0                | 159              | 4                |
| 通算             | 中国                   | 中国             | 超級             | 91               | 3                | 0                | 0                | 13               | 0                | 104              | 3                |
| 総通算           | 総通算                 | 総通算           | 総通算           | 230              | 4                | 15               | 3                | 18               | 0                | 263              | 7                |

出場歴
- Jリーグ初出場 - 2010年3月20日 J1第3節 vsセレッソ大阪（味の素スタジアム）
- 公式戦初得点 - 2010年6月6日 ナビスコカップ予選リーグ第6節 vs京都サンガF.C.（味の素スタジアム）
- CSL初出場 - 2012年8月25日 超級第23節 vs天津泰達足球倶楽部（天河体育中心体育場）
- CSL初得点 - 2013年4月20日 超級第6節 vs長春亜泰足球倶楽部（天河体育中心体育場）
- Jリーグ初得点 - 2019年4月28日 J1第9節 vsベガルタ仙台（ユアテックスタジアム仙台）

その他の公式戦
- 2013年 中国サッカー・スーパーカップ - 1試合0得点
- 2016年 中国サッカー・スーパーカップ - 1試合0得点

| 国際大会個人成績 | 国際大会個人成績 | 国際大会個人成績 | 国際大会個人成績 | 国際大会個人成績 | FIFA      | FIFA      |
| 年度             | クラブ           | 背番号           | 出場             | 得点             | 出場      | 得点      |
| AFC              | AFC              | AFC              | ACL              | ACL              | クラブW杯 | クラブW杯 |
| ---------------- | ---------------- | ---------------- | ---------------- | ---------------- | --------- | --------- |
| 2012             | 広州             | 28               | 2                | 0                | -         | -         |
| 2013             | 広州             | 28               | 14               | 0                | 3         | 0         |
| 2014             | 広州             | 28               | 9                | 0                | -         | -         |
| 2015             | 広州             | 28               | 11               | 0                | 3         | 0         |
| 2016             | 広州             | 28               | 4                | 0                | -         | -         |
| 2017             | 広州             | 28               | 2                | 0                | -         | -         |
| 2018             | 広州             | 28               | 8                | 0                | -         | -         |
| 2021             | G大阪            | 19               | 4                | 0                | -         | -         |
| 2022             | 蔚山             | 19               | 5                | 0                | -         | -         |
| 2023/24          | 蔚山             | 19               | 11               | 0                | -         | -         |
| 2024/25/E        | 蔚山             | 19               | 4                | 0                |           |           |
| 通算             | AFC              | AFC              | 74               | 0                | 6         | 0         |

その他の国際公式戦
- 2010年
  - スルガ銀行チャンピオンシップ 1試合0得点

## 代表歴
- 国際Aマッチ初出場 - 2010年8月11日 国際親善試合 vsナイジェリア代表（水原ワールドカップ競技場）
- 国際Aマッチ初得点 - 2011年6月3日 国際親善試合 vsセルビア代表（ソウルワールドカップ競技場）

### 出場大会
- U-19韓国代表
  - 2008年 - 仙台カップ国際ユースサッカー大会 (4位)、AFC U-19選手権[49](ベスト4)
- U-20韓国代表
  - 2009年 - 水原国際ユース大会 (優勝)、FIFA U-20ワールドカップ[49](ベスト8)
- U-21韓国代表
  - 2010年 - アジア競技大会[49](3位)
- U-22韓国代表
  - 2011年 - ロンドンオリンピックアジア2次予選、最終予選
- U-23韓国代表
  - 2012年 - キングスカップ (優勝)、ロンドンオリンピックアジア最終予選、ロンドンオリンピック[49](3位)
- ユニバーシアード韓国代表
  - 2009年 - ベオグラード大会 (6位)
- フットサル韓国代表
  - 2009年 - 第3回アジアインドアゲームス
- 韓国代表
  - 2010年 - AFCアジアカップ2011予備登録
  - 2011年 - 2014 FIFAワールドカップ・アジア3次予選
  - 2012年 - 2014 FIFAワールドカップ・アジア4次予選
  - 2013年 - FIFAワールドカップ・アジア最終予選、東アジアカップ[49](3位)
  - 2014年 - 2014 FIFAワールドカップ (グループリーグ敗退)
  - 2015年 - AFCアジアカップ (準優勝)、東アジアカップ (優勝)
  - 2016年 - 2018 FIFAワールドカップ・アジア3次予選
  - 2018年 - 2018 FIFAワールドカップ (グループリーグ敗退)
  - 2019年 - AFCアジアカップ (ベスト8)、2022 FIFAワールドカップ・アジア2次予選、EAFF E-1サッカー選手権 (優勝)
  - 2021年 - 2022 FIFAワールドカップ・アジア3次予選
  - 2022年 - 2022 FIFAワールドカップ (ベスト16)
  - 2023年 - 2026 FIFAワールドカップ・アジア2次予選
  - 2024年 - 2026 FIFAワールドカップ・アジア3次予選

### 試合数
- 国際Aマッチ 103試合 7得点（2010年-）[51]

| 韓国代表 | 国際Aマッチ | 国際Aマッチ |
| 年       | 出場        | 得点        |
| -------- | ----------- | ----------- |
| 2010     | 2           | 0           |
| 2011     | 5           | 1           |
| 2012     | 1           | 0           |
| 2013     | 10          | 0           |
| 2014     | 11          | 0           |
| 2015     | 14          | 1           |
| 2016     | 2           | 0           |
| 2017     | 4           | 0           |
| 2018     | 14          | 1           |
| 2019     | 15          | 0           |
| 2020     | 0           | 0           |
| 2021     | 7           | 1           |
| 2022     | 15          | 3           |
| 2023     | 3           | 0           |
| 通算     | 103         | 7           |

### ゴール
| ＃ | 開催年月日    | 開催地       | スタジアム                           | 対戦国           | 勝敗 | 試合概要                               |
| -- | ------------- | ------------ | ------------------------------------ | ---------------- | ---- | -------------------------------------- |
| 1. | 2011年6月3日  | ソウル特別市 | ソウルワールドカップ競技場           | セルビア         | ○2-1 | 国際親善試合                           |
| 2. | 2015年1月26日 | シドニー     | スタジアム・オーストラリア           | イラク           | ○2-0 | AFCアジアカップ2015                    |
| 3. | 2018年6月27日 | カザン       | カザン・アリーナ                     | ドイツ           | ○2-0 | 2018 FIFAワールドカップ                |
| 4. | 2021年6月5日  | 高陽市       | 高陽総合運動場                       | トルクメニスタン | ○5-0 | 2022 FIFAワールドカップ・アジア2次予選 |
| 5. | 2022年3月24日 | ソウル特別市 | ソウルワールドカップ競技場           | イラン           | ○2-0 | 2022 FIFAワールドカップ・アジア3次予選 |
| 6. | 2022年6月14日 | ソウル特別市 | ソウルワールドカップ競技場           | エジプト         | ○4-1 | 国際親善試合                           |
| 7. | 2022年12月2日 | ライヤーン   | エデュケーション・シティ・スタジアム | ポルトガル       | ○2-1 | 2022 FIFAワールドカップ                |

## タイトル

### クラブ
FC東京
- スルガ銀行チャンピオンシップ：1回（2010年）

広州足球倶楽部
- AFCチャンピオンズリーグ：2回（2013年、2015年）
- 中国サッカー・スーパーリーグ：5回（2012年、2013年、2014年、2015年、2016年、2017年）
- 中国FAカップ：1回（2012年、2016年）
- AFCチャンピオンズリーグ：2回（2013年、2015年）
- 中国サッカー・スーパーカップ：1回（2016年）

蔚山HD FC
- Kリーグ1：1回（2022年）

### 代表
U-20韓国代表
- 水原国際ユース大会：1回（2009年）

U-23韓国代表
- キングスカップ：1回（2012年 (en) ）

韓国代表
- EAFF E-1サッカー選手権：2回（2015年、2019年）

### 個人
- 中国サッカー・超級リーグ ベストイレブン：4回（2013年、2014年、2015年、2016年）